# Ineos Grenadiers w sezonie 2022
Ineos Grenadiers w sezonie 2022 – podsumowanie występów zawodowej grupy kolarskiej Ineos Grenadiers w sezonie 2022, w którym należała ona do dywizji UCI WorldTeams.

## Transfery
Opracowano na podstawie:
| Przybyli         | Przybyli                | Odeszli         | Odeszli               |
| Kolarz           | Poprzednia grupa (2021) | Kolarz          | Nowa grupa (2022)     |
| ---------------- | ----------------------- | --------------- | --------------------- |
| Elia Viviani     | Cofidis                 | Rohan Dennis    | Team Jumbo-Visma      |
| Omar Fraile      | Astana-Premier Tech     | Gianni Moscon   | Astana Qazaqstan Team |
| Ben Tulett       | Alpecin-Fenix           | Michał Gołaś    | –                     |
| Lucas Plapp      | –                       | Iván Sosa       | Movistar Team         |
| Ben Turner       | Trinity Racing          | Owain Doull     | EF Education-EasyPost |
| Magnus Sheffield | Rally Cycling           | Sebastián Henao | Astana Qazaqstan Team |
| Kim Heiduk       | Lotto-Kern-Haus         | Leonardo Basso  | Astana Qazaqstan Team |

## Skład
Opracowano na podstawie:
| Skład drużyny 2022                       | Skład drużyny 2022 | Skład drużyny 2022 | Skład drużyny 2022                 |
| Imię i nazwisko                          | Data urodzenia     | Państwo            | Poprzednia grupa                   |
| ---------------------------------------- | ------------------ | ------------------ | ---------------------------------- |
| Andrey Amador                            | 29 sierpnia 1986   | Kostaryka          | Movistar Team (2020)               |
| Egan Bernal                              | 13 stycznia 1997   | Kolumbia           | Androni-Sidermec-Bottecchia (2017) |
| Richard Carapaz                          | 29 maja 1993       | Ekwador            | Movistar Team (2019)               |
| Jonathan Castroviejo                     | 27 kwietnia 1987   | Hiszpania          | Movistar Team (2017)               |
| Laurens De Plus                          | 4 września 1995    | Belgia             | Jumbo-Visma (2020)                 |
| Edward Dunbar                            | 1 września 1996    | Irlandia           | Aqua Blue Sport (2018)             |
| Omar Fraile                              | 17 lipca 1990      | Hiszpania          | Astana-Premier Tech (2021)         |
| Filippo Ganna                            | 25 lipca 1996      | Włochy             | UAE Team Emirates (2018)           |
| Tao Geoghegan Hart                       | 30 marca 1995      | Wielka Brytania    | Axeon-Hagens Berman (2016)         |
| Ethan Hayter                             | 18 września 1998   | Wielka Brytania    | VC Londres (2019)                  |
| Kim Heiduk                               | 3 marca 2000       | Niemcy             | Team Lotto-Kern Haus (2021)        |
| Michał Kwiatkowski                       | 2 czerwca 1990     | Polska             | Etixx-Quick Step (2015)            |
| Daniel Felipe Martínez                   | 25 kwietnia 1996   | Kolumbia           | EF Pro Cycling (2020)              |
| Jhonatan Narváez                         | 4 marca 1997       | Ekwador            | Quick-Step Floors (2018)           |
| Thomas Pidcock                           | 30 lipca 1999      | Wielka Brytania    | Trinity Racing (2020)              |
| Lucas Plapp                              | 25 grudnia 2000    | Australia          | InForm TMX MAKE (2021)             |
| Richie Porte                             | 30 stycznia 1985   | Australia          | Trek-Segafredo (2020)              |
| Salvatore Puccio                         | 31 sierpnia 1989   | Włochy             |                                    |
| Brandon Rivera                           | 21 marca 1996      | Kolumbia           | GW Shimano (2019)                  |
| Carlos Rodríguez                         | 2 lutego 2001      | Hiszpania          |                                    |
| Luke Rowe                                | 10 marca 1990      | Wielka Brytania    | 100% me (2011)                     |
| Magnus Sheffield                         | 19 kwietnia 2002   | Stany Zjednoczone  | Rally Cycling (2021)               |
| Pawieł Siwakow                           | 11 lipca 1997      | Rosja              | BMC Development (2017)             |
| Ben Swift                                | 5 listopada 1987   | Wielka Brytania    | UAE Team Emirates (2018)           |
| Geraint Thomas                           | 25 maja 1986       | Wielka Brytania    | Barloworld (2009)                  |
| Ben Tulett                               | 26 sierpnia 2001   | Wielka Brytania    | Alpecin-Fenix (2021)               |
| Ben Turner                               | 28 maja 1999       | Wielka Brytania    | Trinity Racing (2021)              |
| Dylan van Baarle                         | 21 maja 1992       | Holandia           | Cannondale-Drapac (2017)           |
| Elia Viviani                             | 7 lutego 1989      | Włochy             | Cofidis (2021)                     |
| Cameron Wurf                             | 3 sierpnia 1983    | Australia          | Cylance-InCycle-Cannondale (2019)  |
| Adam Yates                               | 7 sierpnia 1992    | Wielka Brytania    | Mitchelton-Scott (2020)            |
| Leo Hayter (1 sie–31 gru, stażysta)      | 10 sierpnia 2001   | Wielka Brytania    | Development Team DSM (2021)        |
|                                          |                    |                    |                                    |
| Źródła: ProCyclingStats Cycling Archives |                    |                    |                                    |

## Zwycięstwa
Opracowano na podstawie:
| Zwycięstwa      | Zwycięstwa                                                          | Zwycięstwa | Zwycięstwa | Zwycięstwa             | Zwycięstwa |
| Data            | Wyścig                                                              | Państwo    | Kategoria  | Zwycięzca              |            |
| --------------- | ------------------------------------------------------------------- | ---------- | ---------- | ---------------------- | ---------- |
| 16 sty          | Mistrzostwa Australii – start wspólny                               | Australia  | CN         | Lucas Plapp            |            |
| 6 lut           | Étoile de Bessèges, 5. etap                                         | Francja    | 2.1        | Filippo Ganna          |            |
| 10 lut          | Mistrzostwa Kolumbii – jazda indywidualna na czas                   | Kolumbia   | CN         | Daniel Felipe Martínez |            |
| 10 lut          | Tour de La Provence, prolog                                         | Francja    | 2.Pro      | Filippo Ganna          |            |
| 11 lut          | Tour de La Provence, 1. etap                                        | Francja    | 2.Pro      | Elia Viviani           |            |
| 18 lut          | Vuelta a Andalucía, 3. etap                                         | Hiszpania  | 2.Pro      | Magnus Sheffield       |            |
| 18 lut          | Mistrzostwa Ekwadoru – jazda indywidualna na czas                   | Ekwador    | CN         | Richard Carapaz        |            |
| 7 mar           | Tirreno-Adriático, 1. etap                                          | Włochy     | 2.UWT      | Filippo Ganna          |            |
| 23 mar          | Settimana Internazionale di Coppi e Bartali, 2. etap                | Włochy     | 2.1        | Ethan Hayter           |            |
| 24 mar          | Settimana Internazionale di Coppi e Bartali, 3. etap                | San Marino | 2.1        | Ben Tulett             |            |
| 26 mar          | Volta Ciclista a Catalunya, 6. etap                                 | Hiszpania  | 2.UWT      | Richard Carapaz        |            |
| 26 marca 2022   | Settimana Internazionale di Coppi e Bartali, klasyfikacja generalna | Włochy     | 2.1        | Edward Dunbar          |            |
| 7 kwi           | Vuelta al País Vasco, 4. etap                                       | Hiszpania  | 2.UWT      | Daniel Felipe Martínez |            |
| 8 kwi           | Vuelta al País Vasco, 5. etap                                       | Hiszpania  | 2.UWT      | Carlos Rodríguez       |            |
| 9 kwietnia 2022 | Vuelta al País Vasco, klasyfikacja generalna                        | Hiszpania  | 2.UWT      | Daniel Felipe Martínez |            |
| 10 kwi          | Amstel Gold Race                                                    | Holandia   | 1.UWT      | Michał Kwiatkowski     |            |
| 13 kwi          | Brabantse Pijl                                                      | Belgia     | 1.Pro      | Magnus Sheffield       |            |
| 17 kwi          | Paryż-Roubaix                                                       | Francja    | 1.UWT      | Dylan van Baarle       |            |
| 26 kwi          | Tour de Romandie, prolog                                            | Szwajcaria | 2.UWT      | Ethan Hayter           |            |
| 28 kwi          | Tour de Romandie, 2. etap                                           | Szwajcaria | 2.UWT      | Ethan Hayter           |            |
| 15 maja 2022    | Tour de Hongrie, klasyfikacja generalna                             | Węgry      | 2.1        | Edward Dunbar          |            |
| 25 maj          | Tour of Norway, 2. etap                                             | Norwegia   | 2.Pro      | Ethan Hayter           |            |
| 8 cze           | Critérium du Dauphiné, 4. etap                                      | Francja    | 2.UWT      | Filippo Ganna          |            |
| 19 czerwca 2022 | Tour de Suisse, klasyfikacja generalna                              | Szwajcaria | 2.UWT      | Geraint Thomas         |            |
| 14 lip          | Tour de France, 12. etap                                            | Francja    | 2.UWT      | Thomas Pidcock         |            |
| 5 sierpnia 2022 | Tour de Pologne, klasyfikacja generalna                             | Polska     | 2.UWT      | Ethan Hayter           |            |
| 6 sierpnia 2022 | Vuelta a Burgos, klasyfikacja generalna                             | Hiszpania  | 2.Pro      | Pawieł Siwakow         |            |
| 17 sie          | Danmark Rundt, 2. etap                                              | Dania      | 2.Pro      | Magnus Sheffield       |            |
| 15 wrz          | Coppa Sabatini                                                      | Włochy     | 1.Pro      | Daniel Felipe Martínez |            |

## Ranking UCI
| Ranking UCI | Ranking UCI            | Ranking UCI       | Ranking UCI |
| Kolarz      | Kolarz                 | Państwo           | Punkty      |
| ----------- | ---------------------- | ----------------- | ----------- |
| 15.         | Daniel Felipe Martínez | Kolumbia          | 1920 pkt    |
| 21.         | Richard Carapaz        | Ekwador           | 1706 pkt    |
| 26.         | Adam Yates             | Wielka Brytania   | 1590 pkt    |
| 29.         | Carlos Rodríguez       | Hiszpania         | 1448 pkt    |
| 31.         | Geraint Thomas         | Wielka Brytania   | 1329 pkt    |
| 41.         | Ethan Hayter           | Wielka Brytania   | 1193 pkt    |
| 43.         | Dylan van Baarle       | Holandia          | 1166 pkt    |
| 76.         | Thomas Pidcock         | Wielka Brytania   | 775 pkt     |
| 91.         | Magnus Sheffield       | Stany Zjednoczone | 688 pkt     |
| 95.         | Pawieł Siwakow         | Rosja             | 679 pkt     |
| 121.        | Jhonatan Narváez       | Ekwador           | 563 pkt     |
| 137.        | Filippo Ganna          | Włochy            | 517.33 pkt  |
| 142.        | Michał Kwiatkowski     | Polska            | 508 pkt     |
| 151.        | Lucas Plapp            | Australia         | 474.67 pkt  |
| 164.        | Ben Turner             | Wielka Brytania   | 456 pkt     |
| 201.        | Ben Tulett             | Wielka Brytania   | 376 pkt     |
| 218.        | Edward Dunbar          | Irlandia          | 344 pkt     |
| 223.        | Richie Porte           | Australia         | 340 pkt     |
| 230.        | Tao Geoghegan Hart     | Wielka Brytania   | 327 pkt     |
| 308.        | Elia Viviani           | Włochy            | 235 pkt     |
| 413.        | Omar Fraile            | Hiszpania         | 165 pkt     |
| 681.        | Jonathan Castroviejo   | Hiszpania         | 83 pkt      |
| 894.        | Brandon Rivera         | Kolumbia          | 59 pkt      |
| 898.        | Ben Swift              | Wielka Brytania   | 58 pkt      |
| 1254.       | Laurens De Plus        | Belgia            | 33 pkt      |
| 1282.       | Andrey Amador          | Kostaryka         | 31 pkt      |
| 1675.       | Kim Heiduk             | Niemcy            | 19 pkt      |
| 2288.       | Egan Bernal            | Kolumbia          | 5 pkt       |